# Allodape chapini
Allodape chapini là một loài Hymenoptera trong họ Apidae. Loài này được Cockerell mô tả khoa học năm 1932.